# Dworyszcze (obwód brzeski)
Dworyszcze (biał. Дворышча, Dworyszcza; ros. Дворище, Dworiszcze) – wieś na Białorusi, w obwodzie brzeskim, w rejonie małoryckim, w sielsowiecie Ołtusz, przy drodze republikańskiej R17.

## Historia
W dwudziestoleciu międzywojennym wieś Dworyszcze i osada Dworyszcze-Tołoczno. Leżały one w Polsce, w województwie poleskim, w powiecie brzeskim, w gminie Ołtusz. W 1924 wieś liczyła 66 mieszkańców, a osada 11. Wszyscy mieszkańcy, zarówno wsi jak i osady, byli Białorusinami wyznania prawosławnego.
Po II wojnie światowej w granicach Związku Sowieckiego. Od 1991 w niepodległej Białorusi.